# هلتي
جبل هـَـلتي هو أعلى قمة جبلية في فنلندا ويقع في بلدية إنونتكيو التي تتواجد في إقليم لابي على الحدود الفنلندية-النرويجية. وترتفع هذه القمة ب 1365 مترا عن سطح البحر.
في الواقع قمة هالتيتونتوري التي تبلغ 1365 مترا تتواجد بالنرويج وهي معروفة باسمها النرويجي Ráisduattarháldi بينما توجد أعلى قمة داخل التراب الفنلندي على ارتفاع 1316 مترا.